# Котлов, Евгений Николаевич
Евге́ний Никола́евич Котло́в (16 декабря 1949, Челябинск, РСФСР, СССР — 11 января 2016, Москва, Россия) — советский хоккеист, нападающий, мастер спорта СССР международного класса.

## Биография
Евгений Котлов — воспитанник детско-юношеской спортивной школы Челябинского тракторного завода, за которую он начал играть в 1963 году (его тренером был Пётр Дубровин). В 1967—1970 годах Котлов выступал за команду мастеров «Трактор» (Челябинск). Его партнёрами по тройке нападения были Анатолий Картаев и Валерий Аровин. За три сезона выступлений за команду «Трактор» Котлов забросил 35 шайб в 122 матчах чемпионата СССР. В 1969 году в составе команды СССР стал чемпионом Европы по хоккею среди юниоров.
В 1970—1979 годах Евгений Котлов выступал за команду «Динамо» (Москва), забросив 58 шайб в 255 матчах чемпионата СССР. За это время в составе своей команды он четыре раза становился серебряным призёром и два раза — бронзовым призёром чемпионата СССР. Его партнёрами по тройке нападения в разные годы были Владимир Девятов, Михаил Титов, Анатолий Белоножкин и Сергей Меликов.
Выступал за молодёжную и вторую сборные СССР.
После окончания игровой карьеры Котлов работал тренером в СДЮШОР «Динамо». Скончался 11 января 2016 года в Москве.

## Достижения
- Серебряный призёр чемпионата СССР — 1971, 1972, 1977, 1978[1].
- Бронзовый призёр чемпионата СССР — 1974, 1976[1].
- Обладатель Кубка СССР — 1972, 1976[3].
- Финалист Кубка СССР — 1974[3].
- Обладатель Кубка Торонто — 1971, 1972[1].
- Обладатель Кубка Ахерна — 1975, 1976[1].
- Чемпион Европы по хоккею среди юниоров — 1969[3].